# Jan Christen
Jan Christen   (Gippingen i Leuggern, 26 de juny de 2004) és un ciclista suís de carretera, bicicleta de muntanya, ciclocròs i pista professional des del 2023 i que actualment corre per a l'equip UAE Team Emirates XRG.
El seu germà Fabio també és ciclista.

## Palmarès en ruta
- 2021
  -  Campió de Suïssa en contrarellotge júnior
- 2022
  -  Campió d'Europa en contrarellotge júnior
  -  Campió de Suïssa en contrarellotge júnior
- 2024
  - Vencedor d'etapa al Giro dels Abruços
  - 1r al Giro dels Apenins
  - 1r a la Clàssica d'Ordizia
- 2025
  - 1r al Trofeu Calvià

## Palmarès en ciclocròs
- 2020-2021
  -  Campió de Suïssa júnior
- 2021-2022
  -  Campió del món júnior
  -  Campió de Suïssa júnior

## Palmarès en bicicleta de muntanya
- 2021
  -  Campió de Suïssa de cross-country júnior
- 2022
  -  Campió de Suïssa de cross-country júnior

## Palmarès en pista
- 2021
  -  Campió de Suïssa de òmnium júnior
- 2022
  -  Campió de Suïssa de òmnium júnior